# Балфур (Северна Дакота)
Балфур (енгл. Balfour) град је у америчкој савезној држави Северна Дакота.

## Демографија
По попису из 2010. године број становника је 26, што је 6 (30,0%) становника више него 2000. године.
| Група             | 2000.      | 2010.      |
| Белци             | 19 (95,0%) | 24 (92,3%) |
| Афроамериканци    | 0 (0,0%)   | 0 (0,0%)   |
| Азијати           | 0 (0,0%)   | 0 (0,0%)   |
| Хиспаноамериканци | 1 (5,0%)   | 1 (3,8%)   |
| Укупно            | 20         | 26         |